# Dendrochilum transversum
Dendrochilum transversum är en orkidéart som beskrevs av Cedric Errol Carr. Dendrochilum transversum ingår i släktet Dendrochilum och familjen orkidéer. Inga underarter finns listade i Catalogue of Life.